# 25 floréal
25 germinal 25 prairial
Le quintidi 25 floréal, officiellement dénommé jour de la carpe, est le 235e jour de l'année du calendrier républicain.
C'était généralement le 14e jour du mois de mai dans le calendrier grégorien.